# Hypericum trigonum
Hypericum trigonum är en johannesörtsväxtart som beskrevs av Hand.-mazz.. Hypericum trigonum ingår i släktet johannesörter, och familjen johannesörtsväxter. Inga underarter finns listade i Catalogue of Life.